# 默瑟县 (新泽西州)
默瑟县（英語：Mercer County）是位于美国新泽西州中部的一个郡，面積593平方公里。根據2020年美國人口普查統計，共有人口38萬7,340人。县治特伦顿也是州的首府。从2000年开始默瑟县被看作是纽约都市地区的一部分。默瑟县成立於1838年，它是以1777年在普林斯顿战役中阵亡的美军将军休·默瑟命名的。它是美国人均收入第79高的县，人均年收入为27,914美元。

## 地理
根据美国人口普查局的数据默瑟县的总面积为593平方公里，其中585平方公里为陆地面积，8平方公里为水域面积（占总面积的1.27%）。
整个县均相当平，在内陆地区比较低，德拉瓦河畔有一些小山丘。县内最高点为146.3米，最低点是特拉华河上海拔零米。

### 邻近县份
- 森麻實郡，北
- 密德瑟斯郡，东北
- 蒙茅斯縣，东
- 伯靈頓郡，南
- 巴克斯縣，西
- 亨特登縣，西北

## 人口
根据2000年的人口普查默瑟县有350,761名居民，分125,805个户和86,303个家庭，县内的人口密度为每平方公里599人。居民中68.48%是白人、19.81%是非裔美国人、0.20%是美洲土著人、4.94%是亚裔美国人、0.10%是太平洋土著人、4.29%是其它人中、2.17%是混血儿。9.66%的人是西班牙裔或拉丁美洲裔的、15.5%是意大利裔的、9.7%是爱尔兰裔的、8.2%是德国裔的、6.7%是波兰裔的、5.7%是英国裔的。
市内的125,807个户中有32.8%有18岁以下的未成年人、50.6%是结婚夫妇、13.8%是带孩子的单身妇女、31.4%不是家庭、25.6%是单身汉、9.9%有65岁以上的老年人，平均每户2.62人，每个家庭的平均大小为3.16人。
县内的人口结构为24.0%在18岁以下、10.2%在18至24岁之间、30.6%在25至44岁之间、22.5%在45至64岁之间、12.6%在65岁以上。县民的平均年龄为36岁，女子对男子的性别比为100：94.9，成年人的性别比为100：92.0。
县内每户的平均年收入为56,613美元，家庭的平均年收入为68,494美元。男子的平均年收入为47,444美元，女子的平均年收入为34,788美元。县民的人均年收入为27,914美元。约5.9%的家庭和8.6%的县民生活在贫困线以下。其中包括10.6%的未成年人和8.4%的老年人。

## 政府
默瑟县拥有一个县执行官式的政府，县执行官负责行政事务，一个由七人组成的委员会持立法作用。委员会成员是选举而出的，任期为三年，它有一名主席和一名副主席，这两个职责是年度由委员会成员轮流担任的。
委员会规定政策并监督执行官的权利，委员会还批准所有县的条约，并与执行官一起协商任命各局的长官。每年一月在获得了执行官的财政报告和预算后委员会必须仔细检查该预算，进行适当的修改，然后对预算投票。
在新泽西州默瑟县是民主党的一个据点。

## 交通
默瑟县境内有五条新泽西州公路（第33号、29号、31号、27号和129号）、三条联邦公路（第1号、130号和206号）。此外州交通公司在县内有三个车站。

## 历史
默瑟县是于1838年从周边的县中分出来的，但是其历史一直可以延续到美國獨立戰爭时期。1776年12月25日乔治·华盛顿将军带领美国军队跨越特拉华河攻击驻扎在特伦顿的黑森雇佣军。1777年1月2日华盛顿又在普林斯顿战役中突袭了查尔斯·康华利，最后重新占领殖民地，为参加独立战争的美军增长了士气。
1938年奧森·威爾斯播送的广播剧星际战争中让火星人在默瑟县境内登陆，今天在默瑟县境内还有一个纪念碑纪念这个“登陆点”。